# Гатмен, Отмар
Отмар Гатмен (24 апреля 1937, Мюнстерталь — 13 октября 1993, Руссикон) — немецкий кинорежиссёр, специализирующийся на анимации. Он известен тем, что вместе с Эрикой Брюггеманн создал покадровый телесериал «Пингу».